# Janusz Reichel
Janusz Czesław Reichel (ur. 8 maja 1965) – muzyk, poeta, działacz społeczno-kulturalny i ekologiczny, publicysta naukowy i popularnonaukowy, wykładowca akademicki.

## Działalność artystyczna
Występować na scenie zaczął na początku lat 80., udzielając się w dwóch nowosądeckich zespołach muzycznych nowofalowym Ego 4.5 (zespół zdobył wyróżnienie na wojewódzkim przeglądzie zespołów muzycznych w Nowym Sączu w 1983 roku) i awangardowym No Pasaran (grupa zajęła drugie miejsce i nagrodę za kompozycje na podobnym festiwalu w 1984).
W 1986 roku Reichel założył punkowy zespół Zima. Grupa zajęła I miejsce w 1988 roku podczas wojewódzkiego przeglądu zespołów muzycznych w Radomiu.
Od 1991 roku Janusz Reichel występował jako bard piosenki ekologicznej. Od 1993 do 1994 rozwijał swoją współpracę z grupą Atman, a od 1996 wspomagał gitarowo zespół Archinta. W 1997 jego utwór znalazł się na pierwszej składance Muzyka przeciwko rasizmowi, firmowanej przez Stowarzyszenie Nigdy Więcej. Cały czas rozwijał swoją działalność solową.
Piosenki Janusza Reichela bardzo trudno jest określić jednym wspólnym mianem. Są to zwykle akustycznie wykonane kompozycje, z bardzo oszczędnym akompaniamentem (od 1997 roku również z gitarą elektryczną). Teksty Janusza poruszają różne problemy społeczno-filozoficzne; od zatracenia się człowieka we współczesnym świecie konsumpcji, oderwania od natury, przez afirmację przyrody oraz radykalnej walki o jej przetrwanie, po promowanie wegetarianizmu i krytykę etatyzmu instytucji państwowych.
18 listopada 2016 roku w Poznaniu odbył się ostatni koncert Janusza Reichela, zagrany pod patronatem kampanii „Muzyka Przeciwko Rasizmowi”.

### Dyskografia
- Janusz Reichel – MC Pracownia FLY 007, 1993.
- Abyś wiedział, że nigdy nie przegrasz... – MC NNNW, 1995/96 (split z Guernica y Luno)
- Jasiek malarz pokojowy – MC QQryQ Productions, QQP 082, 1997.
- Koncertowy – MC Annopol Trzy, MC No 02, 1997.
- Jasiek malarz przeciwko transnarodowym wampirom – MC Pasażer 1999
- Zestaw podstawowy 1993 – 1999 [CD] Pasażer 2000
- Autozdrada – MC Pasażer 2001
- VA – Muzyka przeciwko rasizmowi – utwór Jasiek malarz pokojowy (1997)
- Polska Scena Punk Vol.2 Czy pamiętasz? – utwór Kanibaizm (2020)

## Działalność naukowa i publicystyczna
W latach 1991–2004 wykładał w Politechnice Łódzkiej na Wydziale Organizacji i Zarządzania. W początkowych latach w PŁ pracował w pierwszej na świecie Katedrze Filozofii Ekologicznej pod kierownictwem Prof. Henryka
Skolimowskiego.
Od 2004 roku wykłada na Uniwersytecie Łódzkim na Wydziale Zarządzania. Zajmuje się problematyką środowiskową i zarządzania strategicznego w różnych sektorach gospodarki (biznes, sektor publiczny i organizacje pozarządowe).
Jest autorem następujących książek:
- Lokalny recykling pieniądza – Wyd. Zielone Brygady, Kraków 2007.
- Czas Ziemi – Wyd. Zielone Brygady, Kraków 2006.
- Rzecz o pieniądzu dla lokalnych społeczności, czyli małe jest najpiękniejsze – Wyd. Zielone Brygady, Kraków 1997.

Ponadto jest autorem ponad 100 publikacji naukowych i popularyzatorskich z zakresu m.in. problemów ekologicznych.
Janusz Reichel wielokrotnie publikował swoje teksty również w wielu pismach, od prasy ekologicznej (Zielone Brygady), po społeczno-polityczne (Mać Pariadka), aż po publikacje naukowe (m.in. ekonomiczne).